# Aglaophamus munamaorii
Aglaophamus munamaorii är en ringmaskart som först beskrevs av Gibbs 1971.  Aglaophamus munamaorii ingår i släktet Aglaophamus och familjen Nephtyidae. Inga underarter finns listade i Catalogue of Life.